# Kaabong (district)
Le district de Kaabong est le district le plus au nord de l'Ouganda. Il est frontalier du Soudan du Sud et du Kenya. Sa capitale est Kaabong.
Le parc national Kidepo Valley est situé dans l'ouest du district.

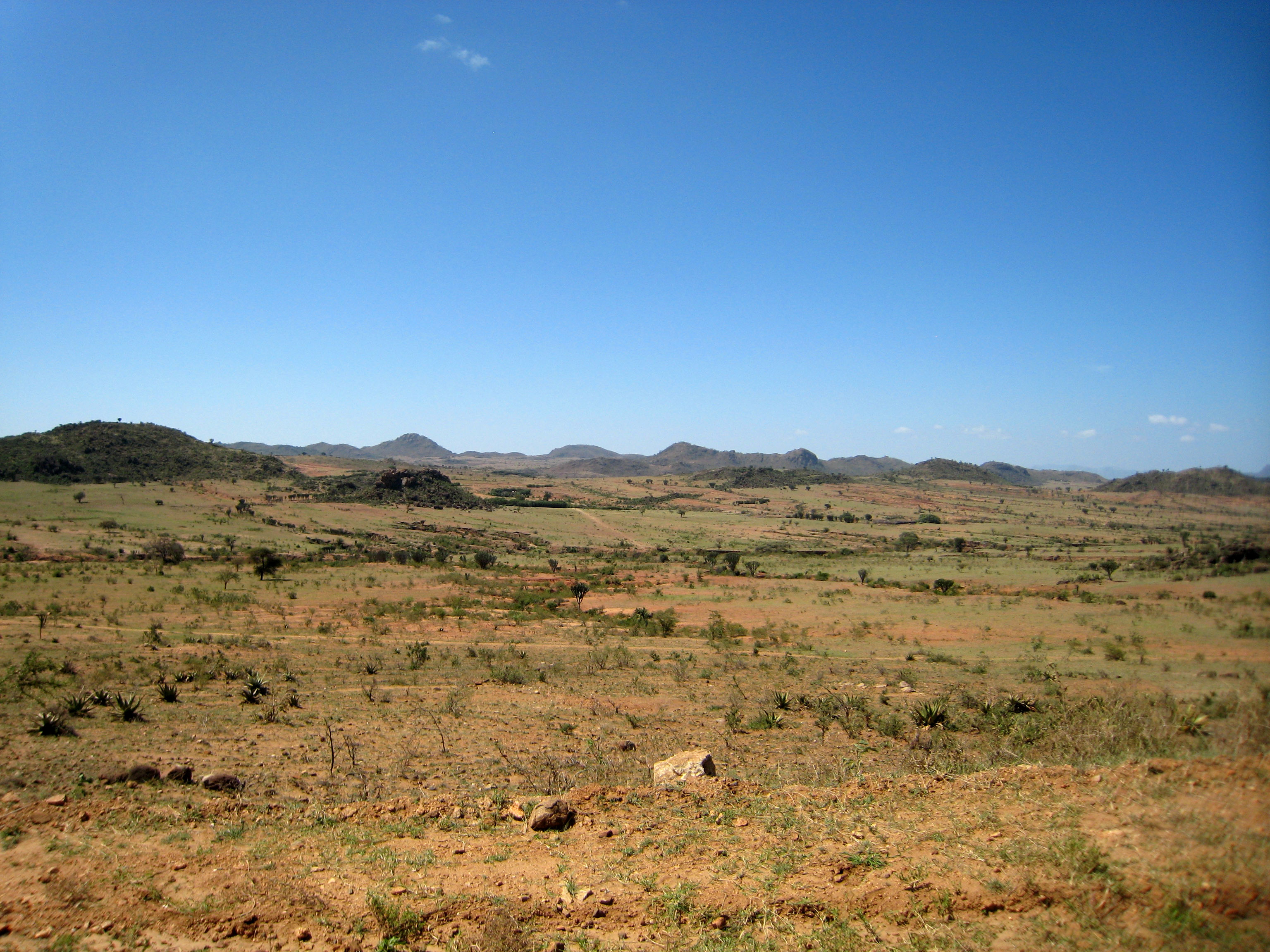
Paysage typique du district.
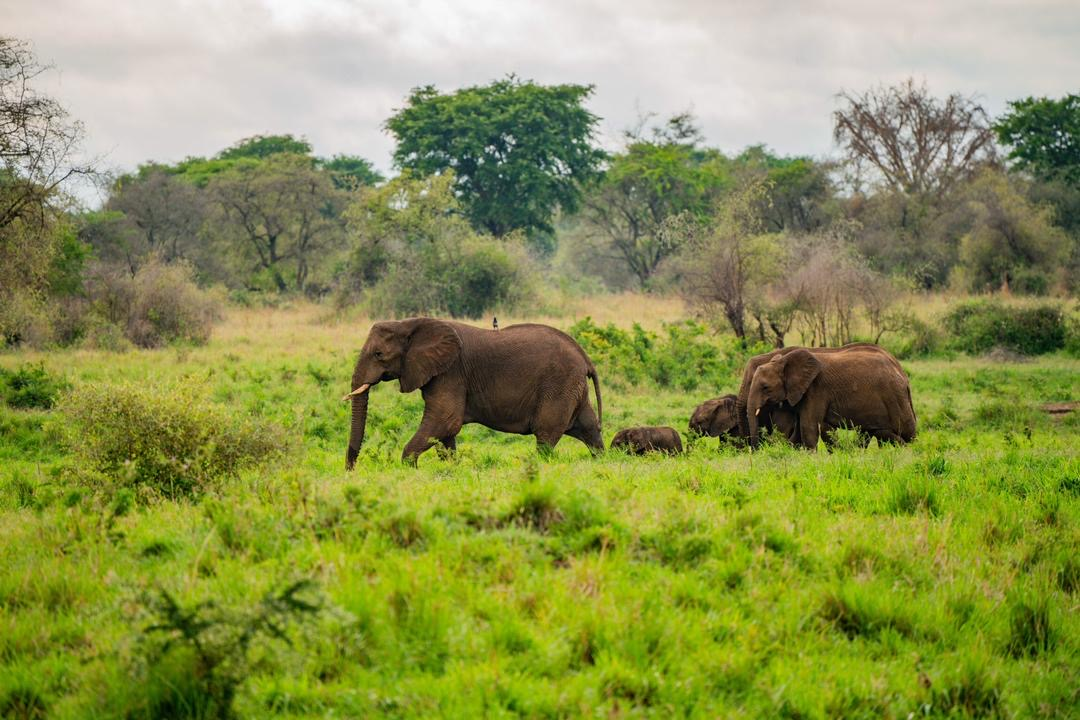
Des éléphants dans le parc national Kidepo Valley en mars 2020.

## Histoire
Ce district a été créé en 2005 par séparation de celui de Kotido.